# Herb gminy Krasocin

Herb gminy Krasocin do 28 grudnia 2012

Herb gminy Krasocin – jeden z symboli gminy Krasocin, autorstwa Jerzego Michty, którego obecna wersja została ustanowiona 28 grudnia 2012.

## Wygląd i symbolika
Herb przedstawia na tarczy dzielonej w pas w polu górnym, błękitnym, trzy lilie srebrne w pas, w polu dolnym, czerwonym, konia srebrnego, z kopytami złotymi i popręgiem czarnym, kroczącego.
Górne pole z trzema liliami nawiązuje do herbu Kapituły Gnieźnieńskiej. Tereny gminy Krasocin należały od średniowiecza do 1795 roku do archidiakonatu i dekanatu w Kurzelowie, który był jednostką administracyjną arcybiskupstwa gnieźnieńskiego. Pole dolne zaczerpnięte zostało z herbu Starykoń rodziny Szafrańców, która posiadała w XIV-XVI wieku rozległe dobra na terenie obecnego powiatu włoszczowskiego, w tym wsi Krasocin i Oleszno.
Jest to drugi wzór herbu, używany przez gminę Krasocin. Do 2012 inne było górne pole herbu - zawierało koronę złotą z wbitym toporem. Miało to symbolizować związki z domeną królewską - Krasocin do 1370 roku był własnością króla.